# Charles Bourlier
Pour les articles homonymes, voir Bourlier.
Charles Bourlier est un homme politique français né le 5 avril 1830 à Langres (Haute-Marne, France) et décédé le 13 février 1903 à Reghaïa (Algérie).
Professeur à l'école de médecine d'Alger, directeur de la revue horticole de l'Algérie, il est un important propriétaire terrien. Membre du conseil supérieur de gouvernement en 1873, il est maire de Saint-Pierre-et-Saint-Paul en 1875 et conseiller général. Il est député de l'Algérie française de 1885 à 1898, siégeant au groupe de l'Union républicaine.

## Sources
- « Charles Bourlier », dans Adolphe Robert et Gaston Cougny, Dictionnaire des parlementaires français, Edgar Bourloton, 1889-1891 [détail de l’édition]
- Jean Jolly (dir.), Dictionnaire des parlementaires français, Presses universitaires de France